# Gerhard Brendler

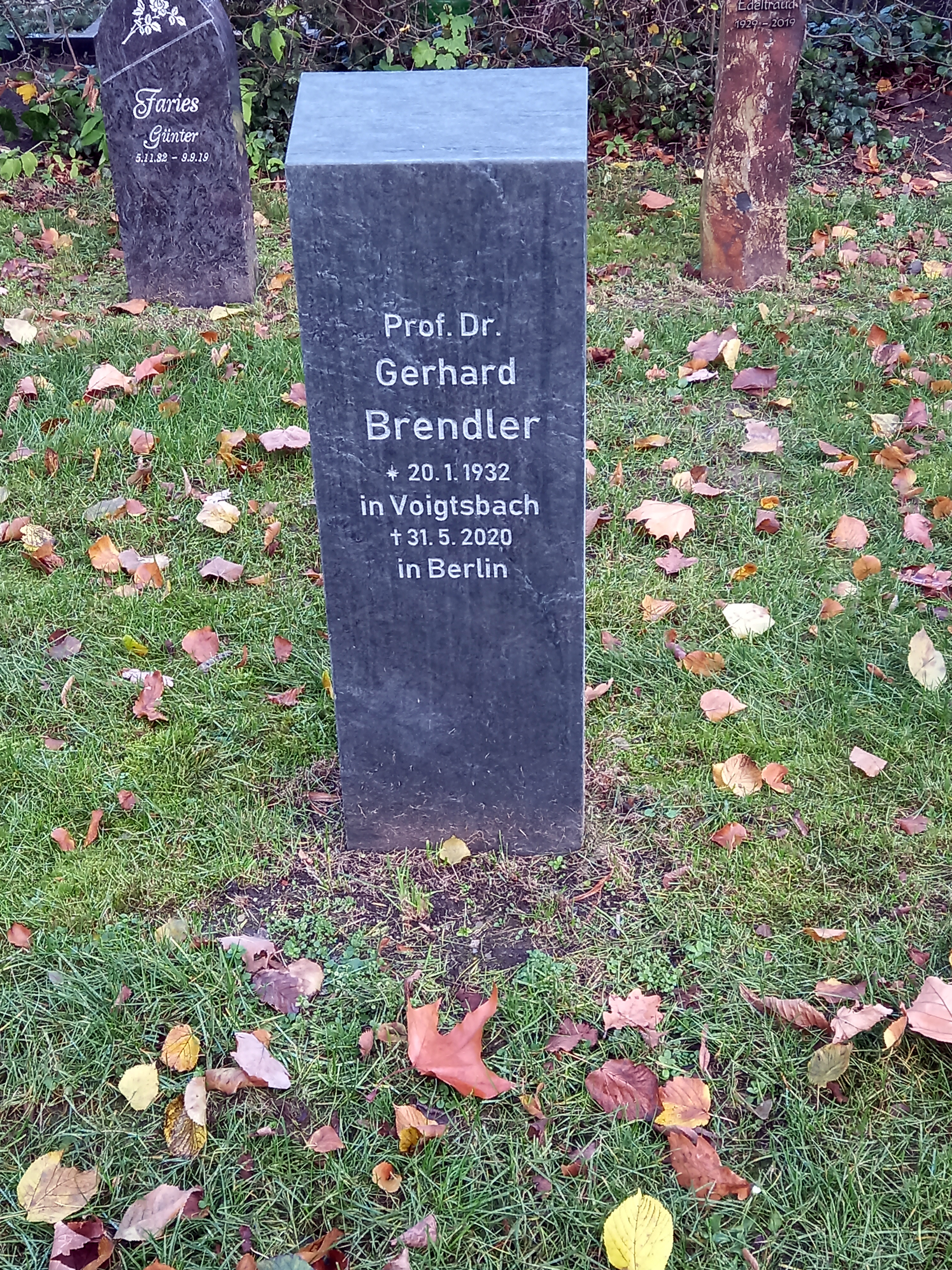
Das Grab von Gerhard Brendler auf dem Friedhof Pankow III in Berlin

Gerhard Brendler (* 20. Januar 1932 in Voigtsbach, Tschechoslowakei; † 31. Mai 2020 in Berlin) war ein deutscher Historiker.

## Leben
Gerhard Brendler besuchte die Volksschule und von 1946 bis 1949 machte er eine Lehre zum Holzkaufmann. 1949 bis 1951 besuchte er die Arbeiter-und-Bauern-Fakultät in Dresden und in Leipzig. 1951 legte er das Abitur ab, trat in die SED ein und wurde zum Auslandsstudium delegiert. Er begann ein Medizinstudium am Sanitär-Hygienischen Metschnikow-Institut in Leningrad und wechselte 1952 zu einem Geschichtsstudium an die Shdanow-Universität Leningrad, das er 1957 als Diplom-Historiker beendete. Zurück in der DDR wurde Brendler Polit-Lehrer an der SED-Kreisparteischule „Fritz Heckert“ in Ottendorf. 1958 wurde er wissenschaftlicher Assistent am Historischen Institut der Friedrich-Schiller-Universität Jena, 1960 wechselte er in derselben Funktion an die Karl-Marx-Universität Leipzig. Die Promotion erfolgte 1965 bei Max Steinmetz und Ernst Werner mit einer Arbeit zum Thema Der Täuferaufstand in Münster 1534/35. Die Beurteilung des Täuferreiches in der Historiographie und seine Stellung in der frühbürgerlichen Revolution in Deutschland. Anschließend wurde Brendler Leiter eines der Wissenschaftsbereiche am Zentralinstitut für Geschichte an der Akademie der Wissenschaften der DDR. 1987 wurde er dort Professor, was er bis zur Abwicklung 1991 blieb. 1992 wurde er auf eine Professur an die Europa-Universität Viadrina in Frankfurt (Oder) berufen, wo er 1996 pensioniert wurde.
Zwischen 1977 und 1989 gehörte Brendler zum Redaktionskollegium des Jahrbuchs für Geschichte des Feudalismus und war gegen Ende der DDR Mitglied des Vorstandes der Historiker-Gesellschaft der DDR. Er beschäftigte sich vorrangig mit der Reformationszeit und dem Deutschen Bauernkrieg.
Gerhard Brendler starb im Alter von 88 Jahren in Berlin.

## Schriften
- Der deutsche Bauernkrieg 1524/25. Geschichte, Traditionen, Lehren (Hrsgg. mit Adolf Laube), Akademie, Berlin 1977
- Mit Morgenstern und Regenbogenfahne. (Illustrierte historische Hefte: Heft 9), Deutscher Verlag der Wissenschaften, Berlin 1978, DNB 780289528.
- Martin Luther. Theologie und Revolution, DVW, Berlin 1983
  - Lizenzausgabe für die Bundesrepublik: Martin Luther. Theologie und Revolution. Eine marxistische Darstellung, Pahl-Rugenstein, Köln 1983 ISBN 3-7609-0842-X
  - englischsprachige Ausgabe: Martin Luther. Theology and revolution, Oxford University Press, New York-Oxford 1991 ISBN 0-19-505112-2
- Martin Luther und die Bibel, Reclam, Leipzig 1983 (auch: Röderberg, Frankfurt/Main 1983 ISBN 3-87682-313-7)
  - Lizenzausgabe für die Bundesrepublik: Martin Luther und die Bibel, Röderberg, Frankfurt/Main 1983 ISBN 3-87682-313-7
- Thomas Müntzer. Geist und Faust, DVW, Berlin 1989 ISBN 3-326-00475-3
- Der Lutheraner Müntzer. Erster Bericht über sein Auftreten in Jüterbog, Verlag der Nation, Berlin 1989 ISBN 3-373-00401-2